# Kujk

Kujk

Kujk odmienny

Kujk (Koycke, Kuicke, Kuycke, Kuyk, Kwik, Kuike-Stüdziński, Kuycke-Studziński, Kuyk-Studzieński, Kujk-Studziński, Księżyc odmienny) – kaszubski herb szlachecki, według Przemysława Pragerta odmiana herbu Księżyc.

## Opis herbu
Herb znany przynajmniej w dwóch wariantach. Opisy z wykorzystaniem zasad blazonowania, zaproponowanych przez Alfreda Znamierowskiego:
Kujk (Koycke, Kuicke, Kuycke, Kuyk, Kwik, Kuike-Stüdziński, Kuycke-Studziński, Kuyk-Studzieński, Kujk-Studziński, Księżyc odmienny): Na tarczy dwudzielnej w słup, w polu prawym srebrnym i lewym błękitnym, pod gwiazdą złotą w każdym polu – strzała w prawym polu opierzona błękitno, w lewym srebrno, utopione w półksiężycu z twarzą złotym na obu polach leżącym. W klejnocie nad hełmem w koronie krzyż kawalerski złoty lub srebrny. Labry błękitne, podbite srebrem.
Kujk odmienny (Kuycke, Kuyk, Kuyk-Studzieński, Kujk-Studziński, Księżyc odmienny): Na tarczy dwudzielnej w słup, w polu prawym czerwonym i lewym błękitnym, po strzale srebrnej opierzeniem do góry, przeszywającej półksiężyc z twarzą złoty. W klejnocie nad hełmem bez korony krzyż kawalerski srebrny z dolnym ramieniem dłuższym. Labry z prawej czerwone, z lewej błękitne, podbite srebrem.

## Najwcześniejsze wzmianki
Herb w wariancie pierwszym wymieniają Ostrowski (Księga herbowa rodów polskich), Nowy Siebmacher, oraz Żernicki (Der polnische Adel, Die polnischen Stamwappen) oraz Cramer (Geschichte der Lande Lauenberg und Bütow). Wariant odmienny znany tylko przez Siebmachera.

## Rodzina Kujk
Drobna szlachta z okolic Bytowa. Nazwisko jej ma pochodzić od czasownika koić. Pierwsza wzmianka z 1603 i 1608 (Christoff i Paul Kuyke), kolejne z 1621 (Gedicke), 1658 (Koycken), 1743 (Jan Kuyk). Kujkowie znani byli głónie jako właściciele części we wsi Studzienice, ale spotykano ich także we wsiach: Kętrzyno, Sobącz, Stawiska a także Mandelkow w Nowej Marchii. Rodzina służyła w armii pruskiej, gdzie zasilała szeregi oficerów średniej rangi.

## Herbowni
Kujk (Cuik, Kojk, Koycke, Koyke, Kuck, Kuike, Kuyck, Kuycke, Kuyk, Kuyke, Kwick, Kwik, błędnie Kirken, Gedicke). Rodzina przyjmowała też od posiadanej wioski nazwisko Studziński, z Kujk czyniąc przydomek.